# 一志町波瀬
一志町波瀬（いちしちょうはぜ）は、三重県津市の町丁。本項ではかつて同区域に存在した一志郡波瀬村（はせむら）についても記す。

## 地理
津市の南西部、波瀬川の流域、旧・一志町の南部にあたる。北で一志町井関・一志町井生、西で白山町川口・美杉町八手俣、南で美杉町下之川および松阪市嬉野小原町、東で松阪市嬉野合ケ野町・嬉野宮野町・嬉野滝之川町・嬉野釜生田町・嬉野島田町に接する。南端に矢頭山がそびえる。三重県道43号一志美杉線が波瀬川に沿って北東から南西へ通過し、北部を三重県道580号白山小津線が東西に横断する（両県道は区域内に重複区間が存在）。

### 山岳
- 矢頭山

### 河川
- 波瀬川
- 裏川

## 歴史
- 幕末時点では一志郡波瀬村であった。「旧高旧領取調帳」の記載によると和歌山藩領。
- 明治4年7月14日（1871年8月29日） - 廃藩置県により和歌山県の管轄となる。
- 明治4年11月22日（1872年1月2日） - 第1次府県統合により安濃津県の管轄となる。
- 明治5年3月17日（1872年4月24日） - 安濃津県が改称して三重県となる。
- 1889年（明治22年）4月1日 - 町村制の施行により、近世以来の波瀬村が単独で自治体を形成。
- 1955年（昭和30年）1月15日 - 波瀬村が大井村・川合村・高岡村と合併して一志町が発足。同町大字波瀬となる。
- 2006年（平成18年）1月1日 - 一志町が津市・久居市・安芸郡河芸町・芸濃町・美里村・安濃町・一志郡香良洲町・白山町・美杉村と合併し、改めて津市が発足、同市一志町波瀬となる。

## 世帯数と人口
2019年（令和元年）6月30日現在の世帯数と人口は以下の通りである。
| 町丁       | 世帯数  | 人口    |
| ---------- | ------- | ------- |
| 一志町波瀬 | 713世帯 | 1,415人 |

### 人口の変遷
国勢調査による人口の推移
| 2010年（平成22年） | 1,677人 | [ 5 ] |  |
| 2015年（平成27年） | 1,463人 | [ 6 ] |  |

### 世帯数の変遷
国勢調査による世帯数の推移
| 2010年（平成22年） | 679世帯 | [ 5 ] |  |
| 2015年（平成27年） | 634世帯 | [ 6 ] |  |

## 学区
市立小・中学校に通う場合、学区は以下の通りとなる。
| 番・番地等 | 小学校             | 中学校           |
| ---------- | ------------------ | ---------------- |
| 全域       | 津市立一志西小学校 | 津市立一志中学校 |

## 交通

### バス
三重交通
- 波瀬線
  - 11系統：三重中央医療センター - 久居インターガーデン - 久居駅 - 本村 - 高野団地 - 波瀬支所前 - 室の口
  - 11系統：久居駅 - 本村 - 高野団地 - 波瀬支所前 - 室の口

### 道路
- 三重県道43号一志美杉線
- 三重県道580号白山小津線

## 施設
- 一志波瀬郵便局
- 津市立波瀬小学校
- JAみえなか波瀬
- 蛭子神社
- 浄福寺
- 浄明寺
- 安楽寺
- 福専寺
- 矢頭中宮公園キャンプ場
- 一志ビッグファーム
- 三重養鶏センター
- 富士OGMエクセレントクラブ 一志温泉コース
- 名松ゴルフクラブ
- 波氐神社
- 波瀬ふれあい会館
- 波瀬出張所

## その他

### 日本郵便
- 郵便番号 : 515-2522[3]（集配局：一志郵便局[8]）。